# Haaientand (fossiel)

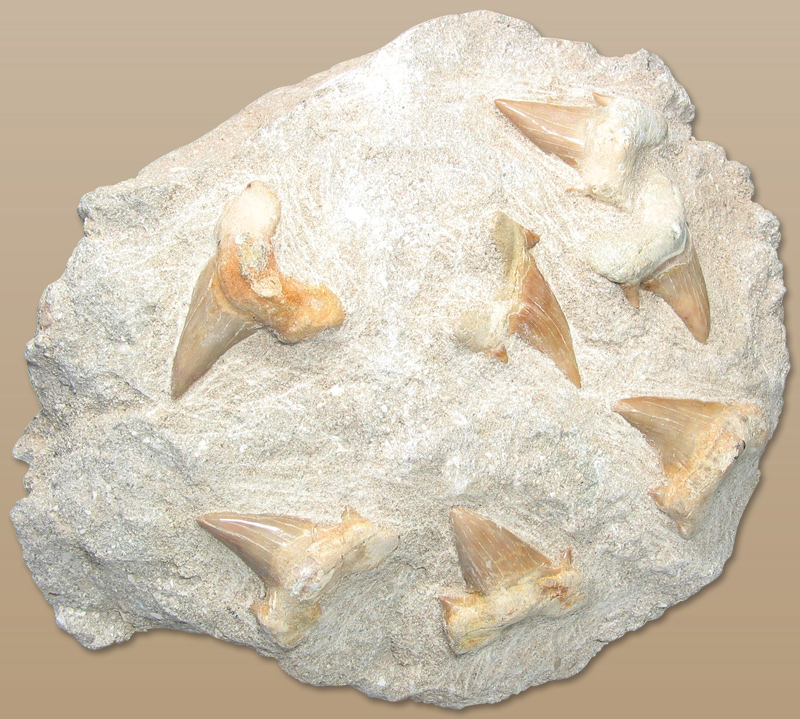
Fossiele haaientanden

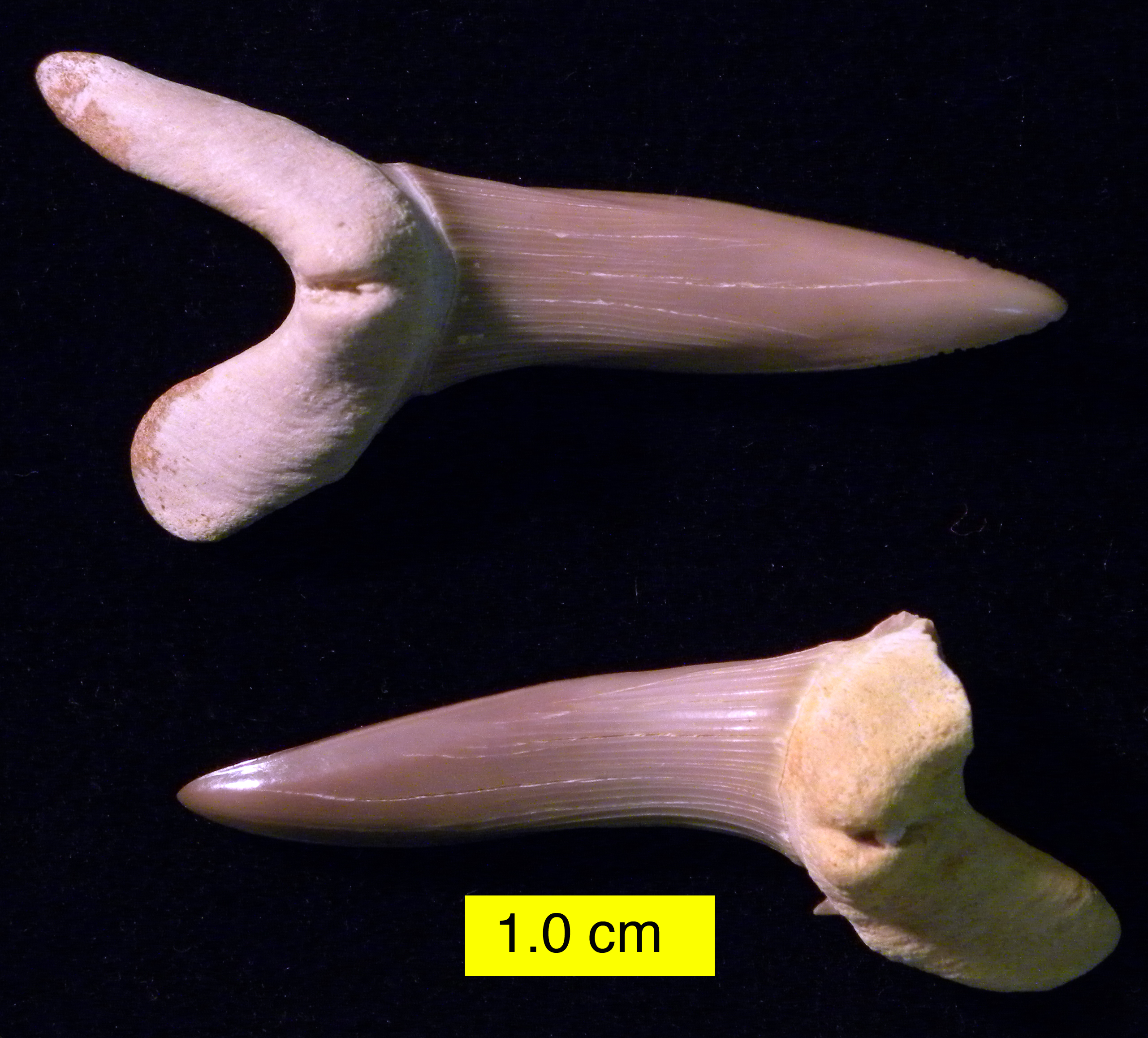
Scapanorhynchus texanus

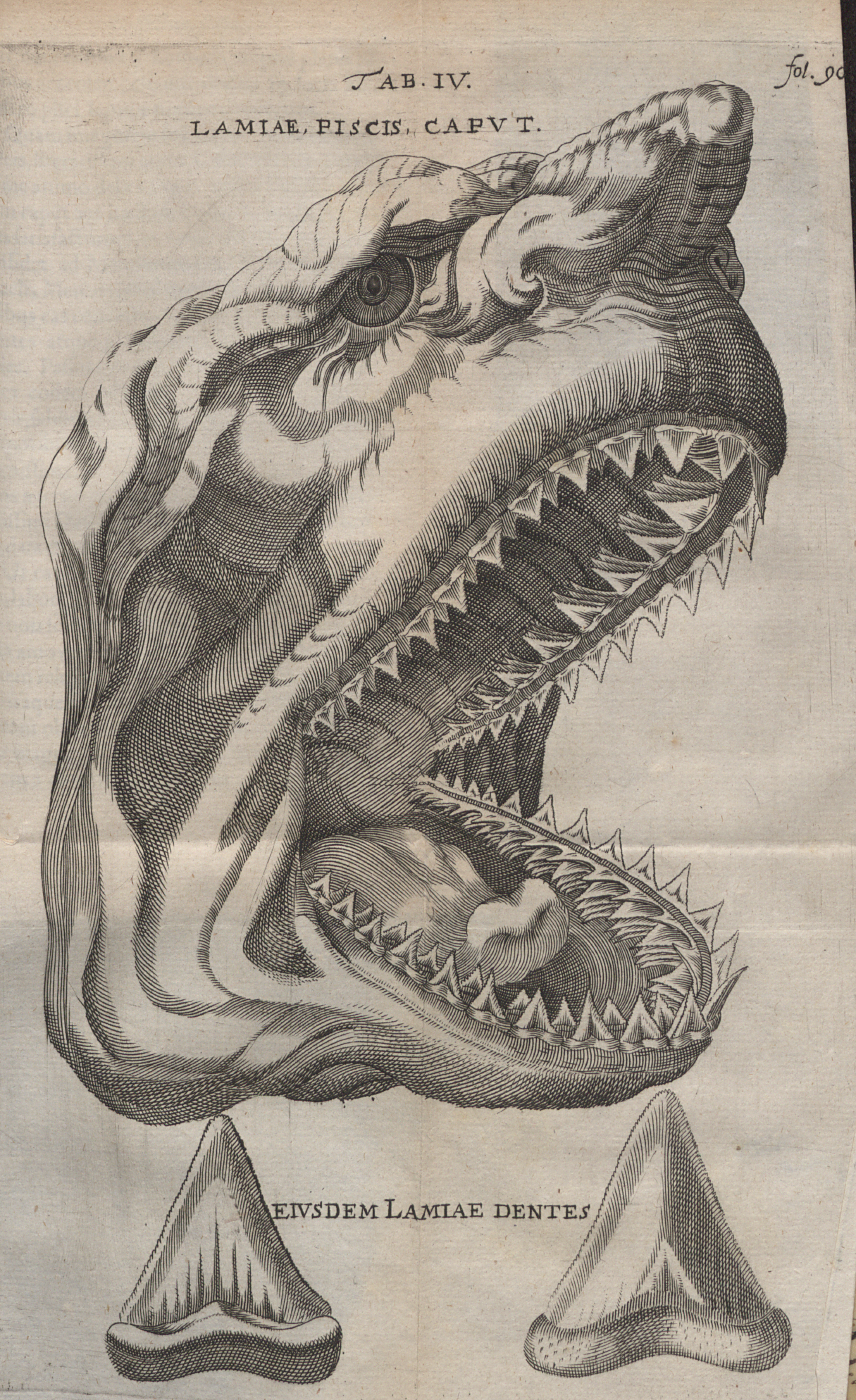
Elementorum myologiae specimen, 1669

Haaientanden, vroeger ook wel tongstenen of (Latijn) glossopetrae genoemd, zijn gefossiliseerde tanden van haaien. De tanden zijn de lichaamsdelen van haaien die het best als fossiel bewaard blijven. Dit komt doordat het hele skelet van haaien, met uitzondering van de tanden, uit kraakbeen bestaat hetgeen doorgaans niet fossiliseert. De oudst bekende haaientanden behoren toe aan soorten die ongeveer 450 miljoen jaar geleden leefden terwijl in het Noordzeebekken de meest voorkomende haaientanden uit het Eoceen en het Oligoceen dateren en een ouderdom tussen 40 miljoen en 65 miljoen jaar hebben.
Tanden van Megalodon, die tussen de 1,5 en 16 miljoen jaar geleden leefde, zijn de grootst bekende met een maximale lengte van 17 centimeter. Deze zijn heel gewild onder verzamelaars van fossiele haaientanden.
Kleinere haaientanden zijn in sedimenten van vrij diepe zeeën tamelijk algemeen. Aan de Belgische Kust en op diverse Nederlandse stranden spoelen deze fossielen aan, vooral in Zeeland en Zeeuws-Vlaanderen, zoals bij Cadzand. Deze tanden zijn vooral van Tertiaire ouderdom (Eoceen en het Oligoceen).
Haaientanden waren onder de eerste fossielen die correct gedetermineerd werden. In de 16e eeuw was de gangbare theorie dat de aarde een innerlijke kracht bezat om objecten in haar binnenste om te vormen in de gelijkenis van levende dieren en planten. De Zwitserse natuuronderzoeker Conrad Gesner (1516 - 1565) publiceerde echter in 1558 al een tekening waarop fossiele haaientanden met die van tegenwoordige soorten worden vergeleken. Later zou de Deense onderzoeker Nicolaus Steno (1638–1686) aantonen dat tongstenen die in de bergen waren gevonden, vaak sporen van slijtage droegen ten opzichte van tanden van een pas aangespoelde haai. Hij ontdekte ook dat de gesteenten waarin ze gevonden werden oorspronkelijk zacht van aard waren. Steno's conclusie was dat tongstenen de tanden van haaien waren die lang geleden gestorven waren.